# Agnostic Front
Agnostic Front é uma banda de hardcore formada em 1980 em Nova Iorque. nos EUA.

## História
Sempre liderada por Roger Miret (vocalista) e Vinnie Stigma (guitarrista), a banda teve origem nos subúrbios de Nova Iorque. 
Nos primeiros álbuns (United Blood e Victim In Pain) notava-se o estilo hardcore punk na sua essência, passando a mudar o som (assim como as seguintes formações da banda) para outras vertentes da música, assim como a música Oi!, que sempre foi influente no som da banda. Nos álbuns Cause For Alarm e Liberty And Justice, passaram a assumir influência do Crossover, (então em ascendência), porém, no próximo álbum, retornaram às origens novamente. 
No final dos anos 80, Roger Miret foi preso por porte de drogas e banda cessou por alguns anos a sua atividade, retornando em 1992 com o disco One Voice e assumindo dessa vez a influência da nova escola do hardcore novaiorquino, O álbum Something's Gotta Give (1998) é considerado por muitos um dos pontos altos de sua discografia  e a música Gotta Go se tornando um dos clássicos de sua discografia, participando de diversas coletâneas como o Punk-o-rama, tornando a banda mais conhecida e ganhando mais admiradores, sendo assim praticado até ao álbum Another Voice (de 2004). 
Em 2007, lançaram o álbum Warriors, criticado por muitos fãs antigos da banda, pois o disco fugiu completamente à proposta da banda, porém, angariou alguns fãs mais jovens, que se identificaram com a sonoridade que se aproxima de algumas bandas modernas.
Em 2011 a banda lançou o álbum My Life My Way, que recebeu boas críticas. A banda fez um videoclipe para a faixa-título do álbum.

## Membros

### Membros atuais
- Roger Miret – Vocal
- Vinnie Stigma – Guitarra
- Joe James – Guitarra
- Mike Gallo – Baixo
- Pokey Mo – Bateria

### Membros antigos
- Robbie Krekus - Bateria
- Louie Beatto – Bateria
- Ray Beez – Bateria
- Jim Colletti – Bateria
- Lenny Di Sclafani – Guitarra
- Matt Henderson – Guitarra
- Dave Jones – Bateria
- Rob Kabula – Baixo
- Alex Kinon – Guitarra
- Steve Martin – Guitarra
- Diego - Baixo
- Adam Moochie – Baixo
- Alan Peters – Baixo
- Craig Setari – Baixo
- Will Shepler – Bateria
- Jimmy the Russian - Vocais
- John Watson - Vocais
- Steve Gallo - Bateria

## Discografia

### Álbuns de estúdio
- Victim in Pain (1984)
- Cause for Alarm (1986)
- Liberty and Justice for... (1987)
- One Voice (1992)
- Something's Gotta Give (1998)
- Riot, Riot, Upstart (1999)
- Dead Yuppies (2001)
- Another Voice (2004)
- Warriors (2007)
- My Life My Way (2011)
- The American Dream Died (2015)
- Get Loudǃ (2019)[4]

### Compilações
- Last Warning (1993)
- Raw Unleashed (1995)
- Working Class Heroes (2002)

### EPs
- "United Blood" (1983)

### Ao vivo
- Live at CBGB (1989)
- Live at CBGB - 25 Years of Blood, Honor and Truth (2006)

## Videografia

### DVD/VHS
- Live at CBGB's DVD (2006)